# Bøsdalafossur

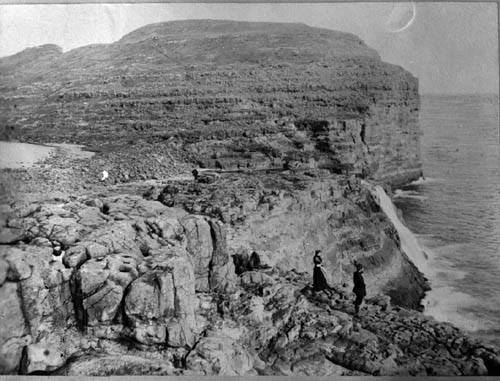
Bøsdalafossur em 1899.

A cachoeira Bøsdalafossur vai do Lago Leitisvatn até o Oceano Atlântico Norte, a 30 metros (98 pés) acima do nível do mar. A cachoeira está situada na costa oeste da ilha de Vagar, nas Ilhas Faroe.
Para chegar a Bøsdalafossur, você caminhará 3 quilômetros (1,8 milhas) perto da vila de Miðvágur. Não há elevação ao longo do percurso. Você caminhará entre 30 e 40 metros (98 a 131 pés) acima do nível do mar até Bøsdalafossur.
O lago fica no topo de um penhasco de basalto e depois se transforma na cachoeira Bøsdalafossur, que desce direto para o frio Oceano Atlântico Norte. Ficar próximo à água batendo é uma experiência poderosa.
Existem duas outras grandes atrações na mesma área da Cachoeira Bøsdalafossur. Você encontrará aqui a imponente parede rochosa Geituskorardrangur, bem como o penhasco Trælanípa. É aqui que você experimentará o lago suspenso acima do oceano.
1. James Proctor (5 May 2016). Faroe Islands. Bradt Travel Guides. pp. 92–. ISBN 978-1-78477-013-6.
2. Paul Harding; Mark Elliott (2007). Scandinavian Europe. Lonely Planet. pp. 127–. ISBN 978-1-74104-553-6